# Knolliger Hahnenfuß
Der Knollige Hahnenfuß (Ranunculus bulbosus) ist eine Pflanzenart aus der Gattung Hahnenfuß (Ranunculus) innerhalb der Familie der Hahnenfußgewächse (Ranunculaceae).

## Beschreibung

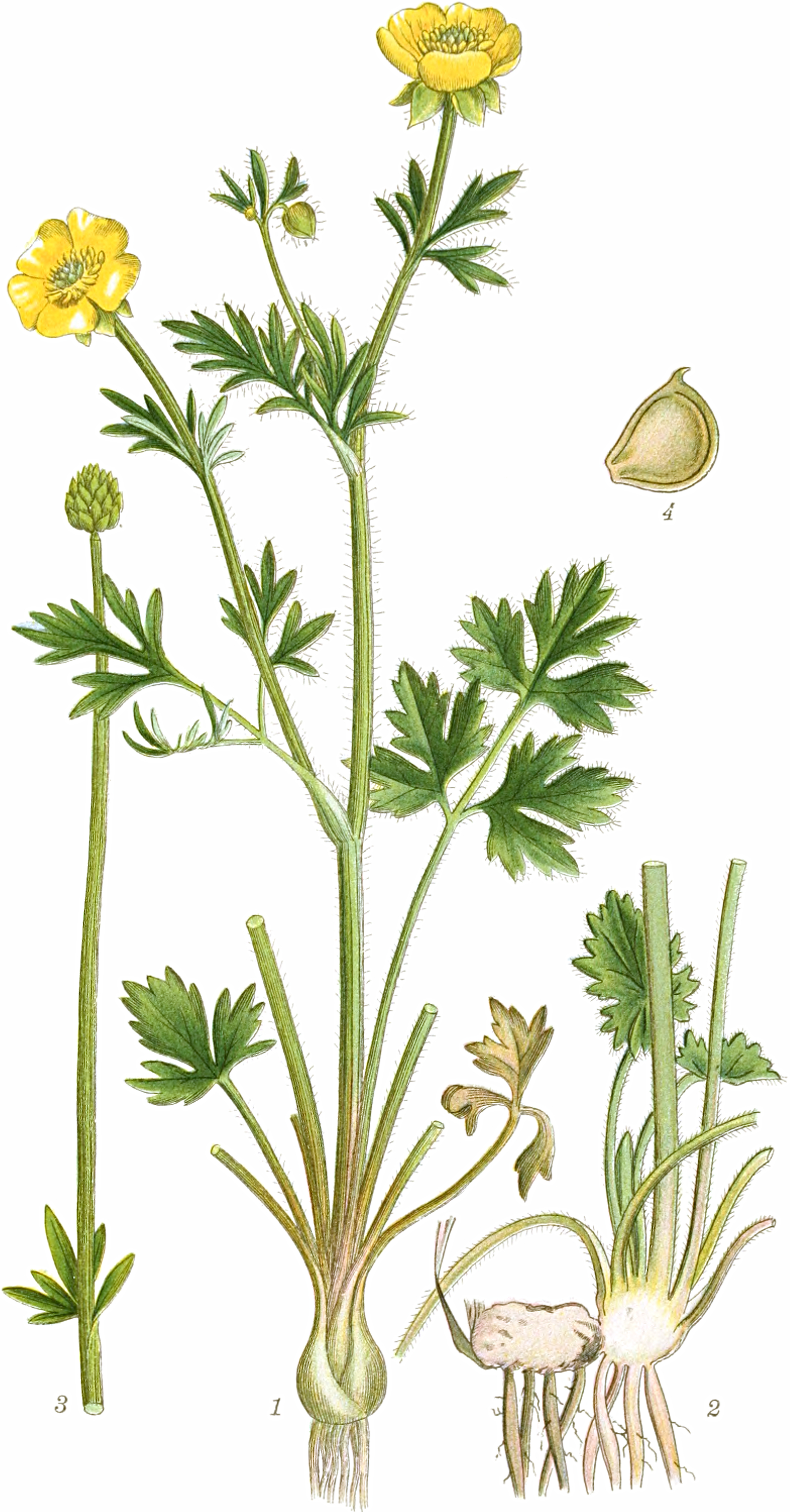
Illustration aus Billeder af nordens flora

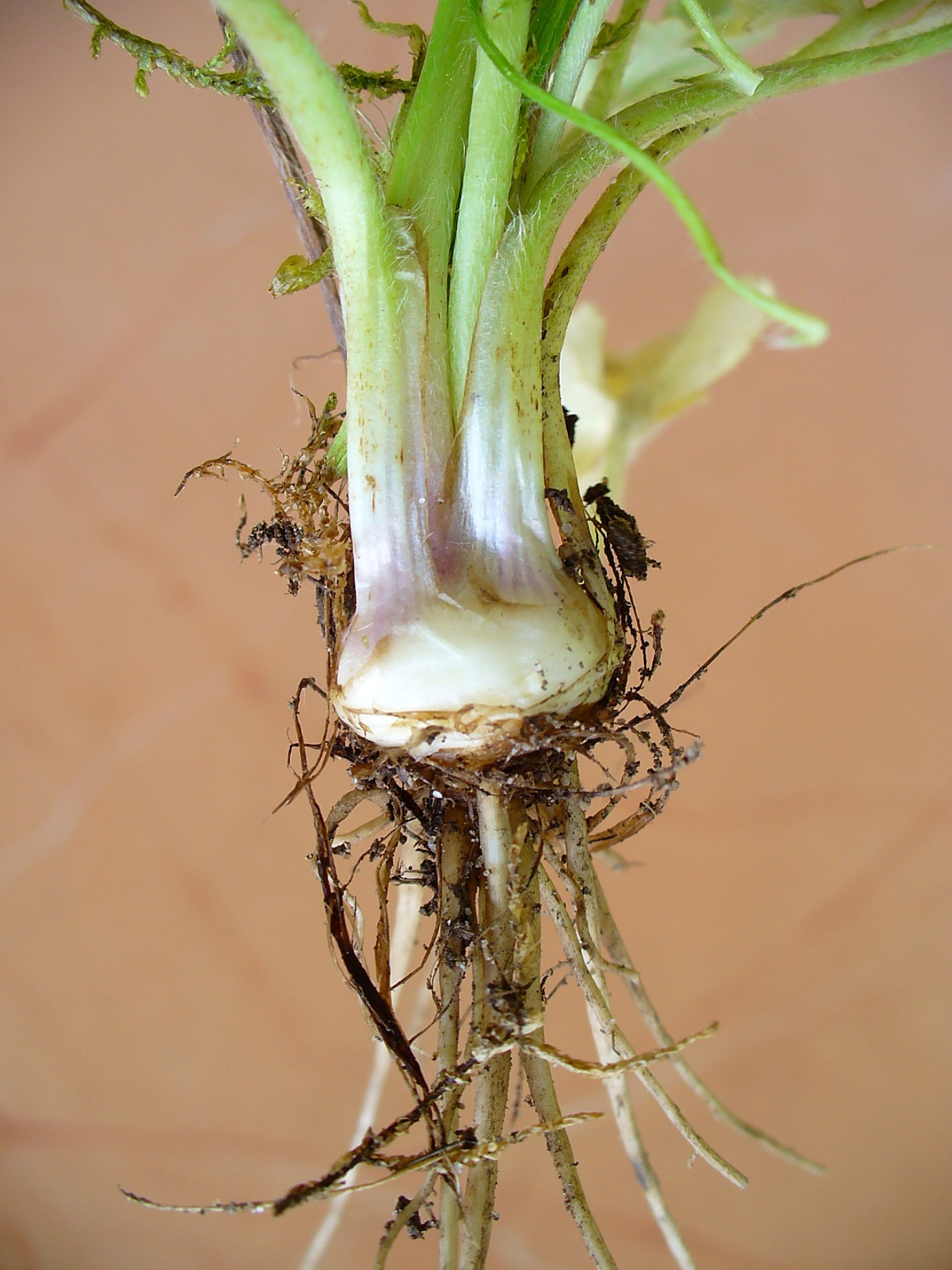
Die “Knolle” des Knolligen Hahnenfußes

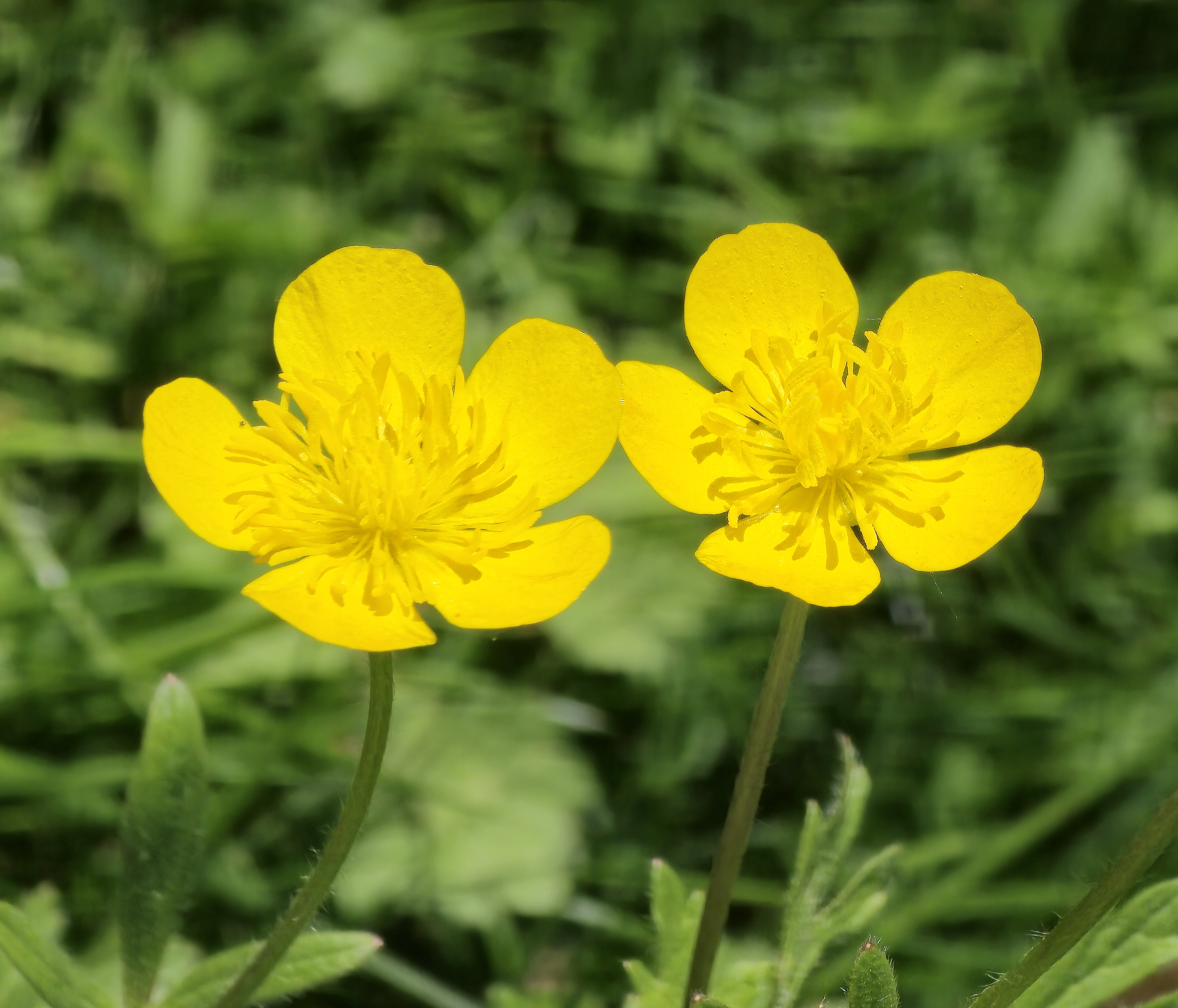
Frontalansicht der Blüten

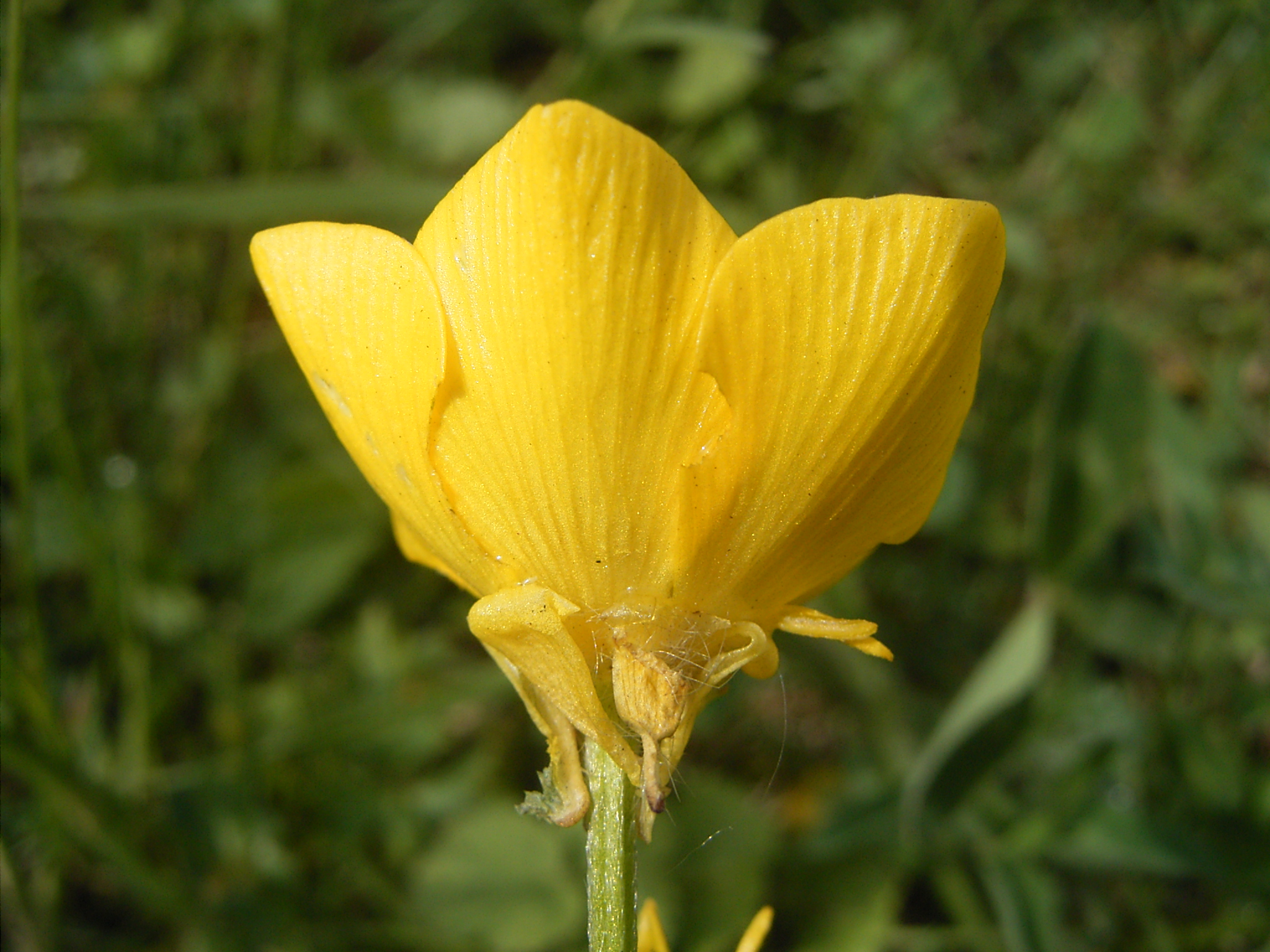
Seitenansicht der Blüte mit zurückgeschlagenen Kelchblättern

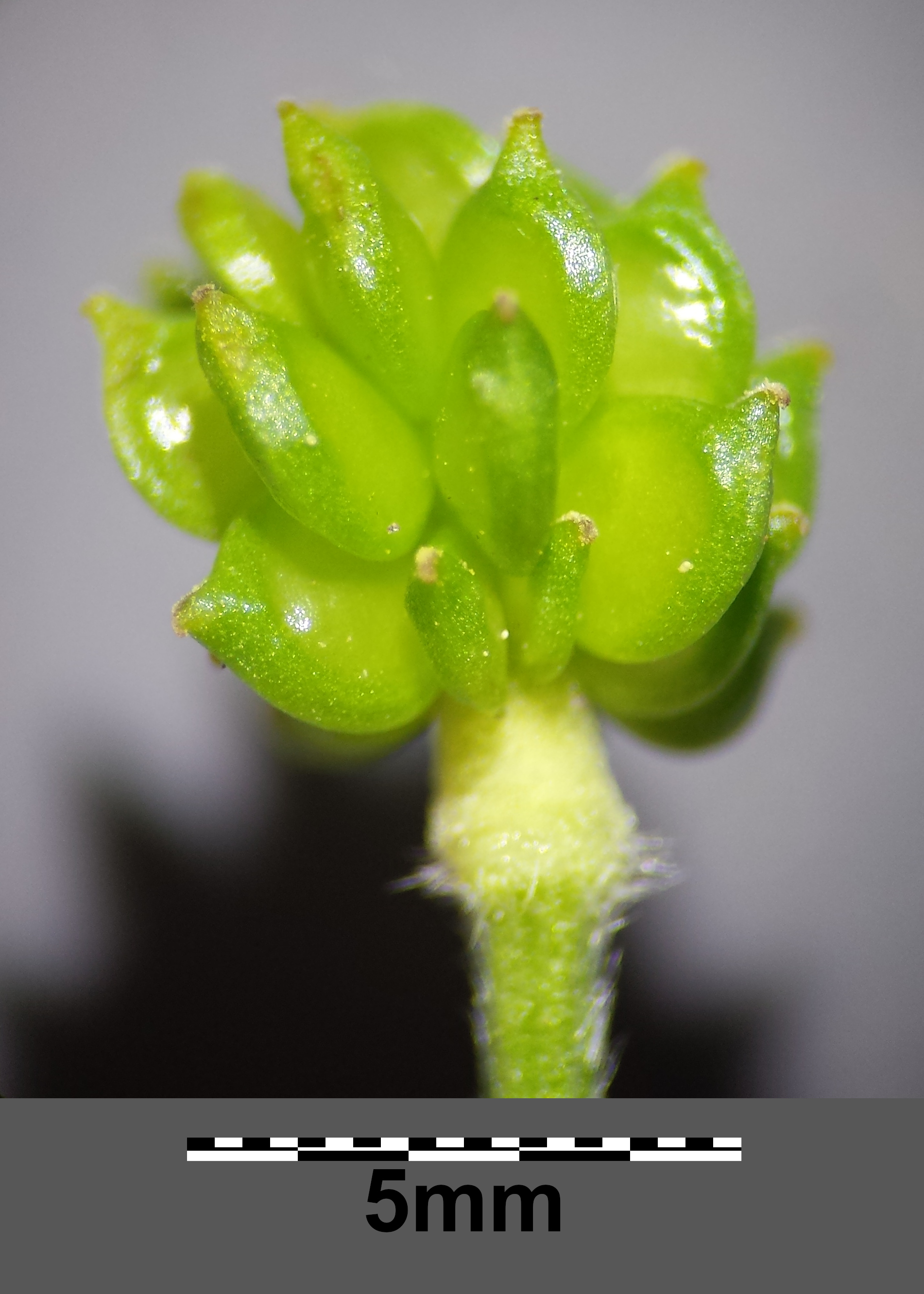
Fruchtstand

### Vegetative Merkmale
Der Knollige Hahnenfuß ist eine ausdauernde, krautige Pflanze und erreicht Wuchshöhen von 15 bis 50 Zentimetern. Die aufrechten Stängel sind an ihrem Grund, also im Boden, knollig verdickt, woher auch der Trivialname Knolliger Hahnenfuß kommt. Die Stängel sind an der Basis abstehend, weiter oben anliegend behaart. Die Laubblätter sind tief drei- bis fünfspaltig oder -lappig. Die Grundblätter sind dreizählig und haben eine gestielte Endfieder.

### Generative Merkmale
Die Blütezeit reicht von Mai bis August. Die Blütenstiele sind deutlich gefurcht oder kantig.
Die Blüten haben einen Durchmesser von 2 bis 3 Zentimetern. Die fünf Kelchblätter sind zurückgeschlagen (im Gegensatz zum Scharfen Hahnenfuß) und sind an der Außenseite behaart. Die fünf gelben Kronblätter werden Nektarblätter genannt.
Die Nüsschen sind 2 bis 4 Millimeter lang und am Rand gekielt und besitzen einen kurzen, leicht gekrümmten Schnabel.
Es liegt Diploidie mit einer Chromosomenzahl von 2n = 16 vor.

## Ökologie
Die Sprossknolle speichert ebenso wie die mehr oder weniger fleischigen Wurzeln Nährstoffe und dient als Überdauerungsorgan. Durch das Absterben oberirdischer Teile im Juli kann der Knollige Hahnenfuß trockene Sommer- und Herbstmonate vermeiden.
Die Blüten sind proterandrisch. Die Bestäubung erfolgt durch Insekten (Bienen, Diptera).

## Vorkommen und Gefährdung
Der Knollige Hahnenfuß kommt in weiten Teilen Europas vor. Im Norden reicht die Verbreitung bis Südskandinavien, im Osten bis in die Ukraine, aber auch bis Vorderasien, Zentralasien und den östlichen Himalaja. Im Süden kommt der Knollige Hahnenfuß auch im nordafrikanischen Mittelmeerraum vor. In Nordamerika ist es ein Neophyt.
In Mitteleuropa kommt der Knollige Hahnenfuß verbreitet, im Norden selten vor. In Österreich ist sie regional im Gebiet der Böhmischen Masse und im nördlichen Alpenvorland gefährdet. In der Schweiz und in Deutschland ist sie ungefährdet.
Der Knollige Hahnenfuß wächst auf Kalkmagerrasen sowie mageren Wiesen und Weiden. Er bevorzugt mäßig trockene bis mäßig frische, nährstoffreiche Lehmböden und ist ein ausgesprochener Lehmzeiger. Er steigt bis in die montane Höhenstufe hinauf.
Im pflanzensoziologischen System ist der Knollige Hahnenfuß eine Verbandscharakterart des Mesobromion (Trespen-Halbtrockenrasen). Ferner kommt er in Fettwiesen (Arrhenatherion), kontinentalen Halbtrockenrasen (Cirsio-Brachypodion) und in Feuchtwiesen (Molinietalia) vor.
Die ökologischen Zeigerwerte nach Landolt et al. 2010 sind in der Schweiz: Feuchtezahl F = 2 (mäßig trocken), Lichtzahl L = 4 (hell), Reaktionszahl R = 4 (neutral bis basisch), Temperaturzahl T = 3 (montan), Nährstoffzahl N = 2 (nährstoffarm), Kontinentalitätszahl K = 4 (subkontinental).

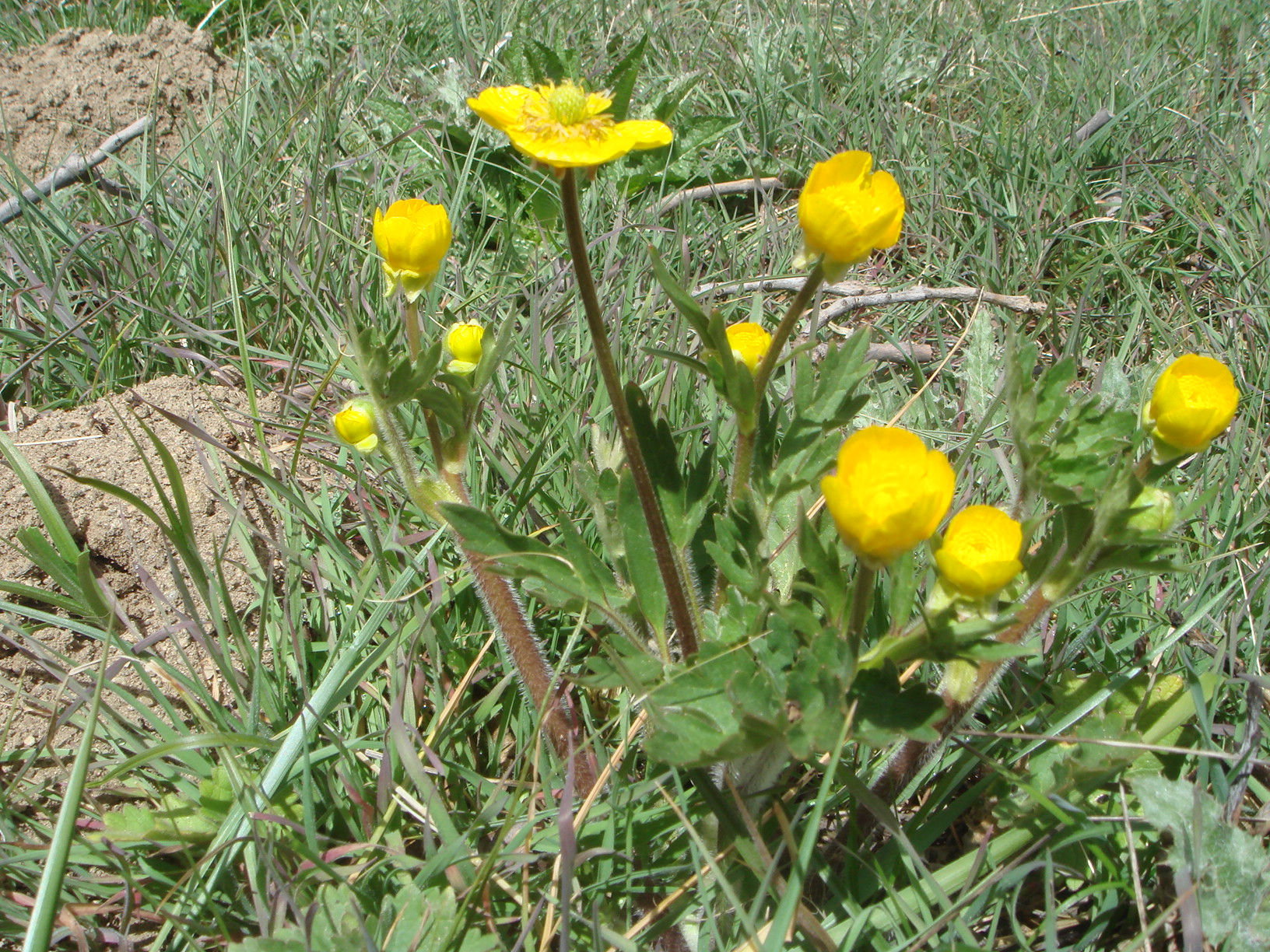
Ranunculus bulbosus subsp. aleae

## Systematik
Die Erstveröffentlichung von Ranunculus bulbosus erfolgte 1753 durch Carl von Linné in Species Plantarum, Tomus I, S. 554. Synonyme für Ranunculus bulbosus L. sind: Ranunculus heucherifolius C.Presl, Ranunculus valdepubens Jord., Ranunculus bulbifer Jord., Ranunculus bulbosus subsp. bulbifer (Jord.) J.B.Neves
In Europa kommen von Ranunculus bulbosus je nach Autor etwa drei Unterarten vor (Stand 2015):
- Ranunculus bulbosus subsp. aleae (Willk.) Rouy & Fouc. (Syn.: Ranunculus aleae Willk., Ranunculus adscendens Brot., Ranunculus broteroi Freyn, Ranunculus gallecicus Freyn, Ranunculus neapolitanus subsp. tommasinii (Rchb.) Vierh., Ranunculus occidentalis Freyn, Ranunculus palustris Sm., Ranunculus bulbosus subsp. adscendens (Brot.) J.B.Neves, Ranunculus bulbosus subsp. broteroi (Freyn) Vasc., Ranunculus bulbosus subsp. cacuminalis (G.López) Muñoz Garm., Ranunculus bulbosus subsp. gallecicus (Freyn) P.W.Ball & Heywood): Sie kommt in Südeuropa (nördlich bis Ungarn), in Vorderasien und in Nordafrika vor.[5]
- Ranunculus bulbosus L. subsp. bulbosus: Sie ist in Europa und in der Türkei verbreitet.[5]
- Ranunculus bulbosus subsp. castellanus (Freyn) P.W.Ball & Heywood (Syn.: Ranunculus castellanus Freyn): Dieser Endemit kommt nur im nordwestlichen Spanien vor.[5]

Die frühere Unterart Ranunculus bulbosus subsp. neapolitanus (Ten.) H.Lindb. gilt 2015 als eigene Art: Ranunculus neapolitanus Ten. (Syn.: Ranunculus eriophyllus K.Koch, Ranunculus heucherifolius Arcang., Ranunculus panormitanus Tod.)

## Toxikologie
Alle Pflanzenteile sind giftig.
In den frischen Pflanzen entsteht bei Verletzung aus glykosidischen Vorstufen (Ranunculin) das stark haut- und schleimhautreizende Protoanemonin, das in das unwirksame dimere Anemonin übergeht.
Bei äußerlichem Kontakt mit dem Saft der frischen Pflanzen kommt es zu Rötungen und Juckreiz und es entstehen Bläschen. Die innere Anwendung führt zu Brennen im  Mund, Erbrechen, kolikartigen Leibschmerzen, Magen-Darm- und Nierenreizung. Die getrocknete Pflanze ist dagegen wirkungslos.

## Nutzung
Der Knollige Hahnenfuß wird selten als Zierpflanze für Staudenbeete und Rasenflächen genutzt. Es gibt einige Sorten, beispielsweise ‘Pleniflorus’ (‘Flore Pleno’) deren Blüten halbgefüllt sind und eine grüne Mitte aufweisen.
In der Vergangenheit wurde der Knollige Hahnenfuß als Volksarzneipflanze verwendet.